# وينق
وينق هي قرية في مقاطعة خدا أفرين، إيران. عدد سكان هذه القرية هو 141 في سنة 2006.